# كأس الاتحاد الآسيوي 2011
كأس الاتحاد الآسيوي 2011 سيكون النسخة الثامنة من كأس الاتحاد الآسيوي، تلعب بين أندية من دول هي عضوا في الاتحاد الآسيوي لكرة ا لقدم.

## جدول المواعيد
جدول مواعيد لموسم 2011.